# 大多和義久
大多和 義久（おおたわ よしひさ）は、平安時代末期の相模国三浦郡大多和城並びに鐙摺城の武将。桓武平氏平良文を祖とする三浦氏の一族。三浦義明の子で、大多和氏の祖。
寿永元年（1182年）11月には、源頼朝の妻北条政子による後妻打ち（うわなりうち）で、滞在していた伏見広綱宅を破壊された頼朝の愛妾亀の前が広綱に連れられて義久宅へ逃れてきている。
5代目の子孫の義勝（六左衛門尉義行）は鎌倉時代末期から南北朝時代にかけて、北条氏を討伐した新田義貞に従軍した。